# Sonic Dash 2: Sonic Boom
Sonic Dash 2: Sonic Boom ist ein Free-to-play-Jump-’n’-Run-Computerspiel der Kategorie Endless Runner der Sonic-Spielreihe auf Mobilgeräten mit optionalen In-App-Käufen, das von SEGA HARDlight entwickelt und von Sega für Android am 1. Juli 2015 und für iOS am 9. Oktober 2015 veröffentlicht wurde.
In Sonic Dash 2: Sonic Boom läuft die Spielfigur in einer dreidimensionalen Welt automatisch nach vorne und der Spieler muss Gefahren, Hindernissen oder Abgründen ausweichen oder über sie hinwegspringen und Gegenstände wie Ringe einsammeln. Es spielt dabei im Sonic-Boom-Universum, wie das Spiel Sonic Boom: Lyrics Aufstieg (2014) oder die TV-Serie Sonic Boom (2014–2017) und zeigt entsprechende Charakterdesigns. Das Gameplay ähnelt stark den ebenfalls erfolgreichen Mobilegames Temple Run (2011) oder Subway Surfers (2012).
Es ist der Nachfolger von Sonic Dash (2013) und der Vorgänger von Sonic Forces: Speed Battle (2017).

## Gameplay
Das Gameplay aller Spiele der Sonic-Dash-Serie ist im Grunde gleich: Der Spieler navigiert Sonic oder falls verfügbar, einen anderen Charakter seiner Wahl, über einen gleichmäßig breiten Weg mit zumeist drei Spuren, auf denen sich die Spielfigur bewegt. Als Spieler wischt man auf dem Touchscreen mithilfe einer Streichbewegung nach links oder rechts, um die Spielfigur auf eine der drei parallel laufenden Spuren zu wechseln, um Gegenstände wie Ringe sowie seltene, rote Ringe einzusammeln und sie mit einer Touchscreen-Bewegung nach oben mit der Spin Attack hochspringen oder nach unten rutschen und zu einer Kugel einrollen zu lassen, um Hindernisse zu umgehen oder Badnik-Roboter zu zerstören. Nimmt die Spielfigur an Hindernissen oder Robotern Schaden, verliert sie bereits gesammelte Ringe. Nimmt die Spielfigur Schaden, ohne Ringe zu besitzen oder fällt in einen tödlichen Abgrund, muss von vorne begonnen bzw. ein Werbespot angeschaut oder mit In-App-Währung gezahlt werden, um das Spiel von dieser Stelle fortzusetzen. Zudem füllen gesammelte Ringe den „Dash Meter“ am oberen Bildschirmrand. Ist dieser komplett gefüllt, kann mit dem namensgebenden „Dash Boost“ mit höherer Geschwindigkeit ein Teilabschnitt des Levels mit erhöhter Geschwindigkeit absolviert werden, bei dem die Spielfigur automatisch über alle Hindernisse hinwegfegt.
Sonic Dash 2: Sonic Boom bietet auch optionale In-App-Käufe an. Wird die Spielfigur durch einen Gegner, Hindernis oder Abgrund außer Gefecht gesetzt, kann durch das Einlösen von gesammelten bzw. durch Echtgeld erworbenen roten Ringen oder durch das Anzeigen eines Werbespots das Spiel an dieser Stelle fortgesetzt werden. Auch vor oder nach Abschluss eines Levels werden oftmals Werbeanzeigen eingeblendet. Auch lassen sich spielbare Charaktere in der Regel für eine bestimmte Anzahl an roten Ringen freischalten. Mit normalen Ringen können kleinere Vorteile wie eine schnelle Füllrate des „Dash Meters“, der neue „Boom Boost“, Sprint-Turbo, einen Schutzschild oder ein Magnet der mehr Ringe anzieht, erkauft werden. Es können bis zu zehn rote Ringe am Tag im Spiel gefunden werden, weitere rote Ringe müssen mit Echtgeld erkauft werden.

### Charaktere
Zum Launch von Sonic Dash 2: Sonic Boom gab es mit Sonic, Tails, Knuckles, Amy und Sticks, die alle ihr optisches Design des Sonic Boom-Universums nutzten, zunächst nur fünf durch rote Ringe freispielbare oder erwerbbare Spielfiguren.
Am 9. Dezember 2015 ab Version 1.3.0 fand dann erstmals das „Shadow’s Run Event“ statt, mit dem man Shadow the Hedgehog als Spielfigur freispielen konnte. Auch die bereits verfügbaren Charaktere außer Sonic erhielten daraufhin spezielle Events, mit denen man sie ohne eine Gebühr von roten Ringen freispielen konnte. Am 4. Mai 2021 ab Version 2.6.0 fand dann erstmals das „Vector’s Treble Makers Event“ statt, mit dem man Vector the Crocodile als siebte Spielfigur freispielen konnte. Dabei verfügt jeder über eine kleine Spezialfähigkeit, so verfügt Tails beispielsweise über ein Extraleben, sollte er in einem Level ohne Ringe getroffen worden sein.
| Spielbare Charaktere in Sonic Dash 2: Sonic Boom | Spielbare Charaktere in Sonic Dash 2: Sonic Boom       | Spielbare Charaktere in Sonic Dash 2: Sonic Boom | Spielbare Charaktere in Sonic Dash 2: Sonic Boom |
| Figur im Spiel                                   | Bedingung zum Freischalten                             | Hinzugefügt am                                   | Spezialfähigkeit                                 |
| ------------------------------------------------ | ------------------------------------------------------ | ------------------------------------------------ | ------------------------------------------------ |
| Sonic the Hedgehog                               | Von Beginn an spielbar                                 | 1. Juli 2015                                     | Dash Magnet                                      |
| Miles Tails Prower                               | Level 8 und 240 rote Ringe Tails’ Ring Rush Event      | 1. Juli 2015                                     | Second Chance                                    |
| Knuckles the Echidna                             | 180 rote Ringe Knuckles’ Badnik Blitz Event            | 1. Juli 2015                                     | Knuckle Slam                                     |
| Amy Rose                                         | 180 rote Ringe Amy’s Dash Smash Event                  | 1. Juli 2015                                     | Ring Hammer                                      |
| Sticks the Badger                                | Level 6 und 180 rote Ringe Sticks’ Combo Charger Event | 1. Juli 2015                                     | Protected Combo                                  |
| Shadow the Hedgehog                              | Level 11 und 300 rote Ringe Shadow’s Run Event         | 9. Dezember 2015                                 | Chaos Spear                                      |
| Vector the Crocodile                             | 180 rote Ringe Vector’s Treble Makers Event            | 4. Mai 2021                                      | Vector Projector                                 |

## Nachfolger
Sonic Forces: Speed Battle erschien weltweit am 2. November 2017 für iOS und am 15. November 2017 für Android, auch vertrieben unter den vorübergehenden Namen Sonic Forces Mobile, Sonic Forces: Racing Battle und Sonic Forces: Running Battle. Es verfügt über ähnliches Gameplay wie das erste Sonic Dash oder Sonic Dash 2: Sonic Boom, jedoch mit neuen Leveln und neuen spielbaren Charakteren, die alle auf dem Spiel Sonic Forces (2017) basieren. Mit der Zeit kamen durch Updates und Events viele weitere Charaktere hinzu, ähnlich wie bei Sonic Dash. Der Weg, den die Spielfigur entlang rennt, verfügt diesmal über vier statt drei Spuren, zwischen denen man während des Spiels wechselt und es verfügt erneut über einen Online-Mehrspielermodus. Als Free-to-play-Spiel bietet Sonic Forces: Speed Battle erneut In-App-Käufe an.

## Rezeption
Wenngleich Sonic Dash 2: Sonic Boom von der Fachpresse eher mittelmäßige Wertungen erhielt, so wurde doch die deutlich geringere Aufforderung zu In-App-Käufen positiv wahrgenommen. Das Spiel schaffte relativ hohe Downloadzahlen, welche jedoch nicht an die von Sonic Dash heranreichten, weshalb der Fokus langfristig wieder auf den Vorgänger gelegt wurde.